# United States Telephone Herald Company
A United States Telephone Herald Company, fundada em 1909, foi a matriz de várias empresas associadas que atuavam no ramo de jornais telefônicos, situadas em todos os Estados Unidos, organizadas de modo a oferecer notícias e entretenimento a assinantes através de linhas telefônicas. Esta foi a mais ambiciosa tentativa de desenvolver um sistema de difusão de áudio antes da ascensão da radiodifusão no início da década de 1920.
Mais de 10 empresas foram constituídas, mas apesar do otimismo inicial e dos objetivos ambiciosos, apenas dois dos sistemas chegaram à fase de operação comercial — um deles baseado em Newark, New Jersey (New Jersey Telephone Herald, 1911-1912) e o outro em Portland, Oregon (Oregon Telephone Herald, 1912-1913). Inclusive estes dois sistemas foram encerrados após a operação por um tempo breve em função de problemas econômicos e técnicos.
A atividade corporativa chegou ao seu pico em 1913, mas a falta de sucesso fez com que a companhia suspendesse suas operações e a United States Telephone Herald Company acabou sendo completamente fechada no início de 1918.

## História

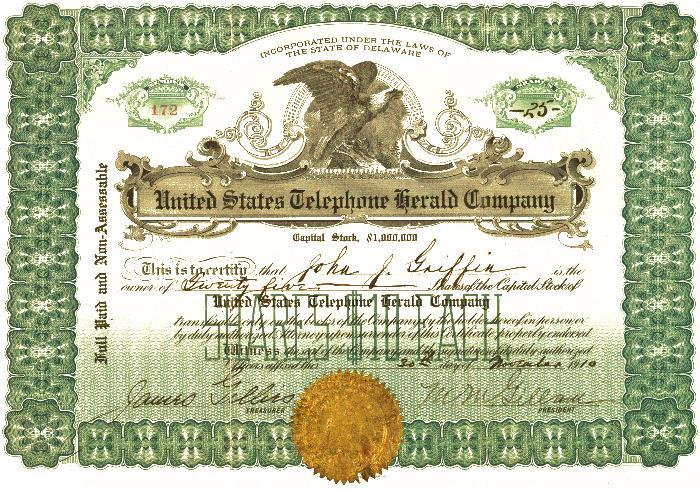
Certificado de ações da United States Telephone Herald Company (1910).

A United States Telephone Herald Company foi um desdobramento autorizado do serviço de áudio da Telefon Hírmondó de Budapeste, Hungria. A programação da Telefon Hírmondó, transmitida aos assinantes sobre linhas de telefone, consistia numa extensiva seleção de notícias ao longo do dia, seguida por eventos de entretenimento à noite. Este serviço de narração de notícias iniciou suas operações em fevereiro de 1893, pouco antes da morte de seu inventor, Tivadar Puskás.
Após uma viagem à Hungria, Cornelius Balassa buscou obter os direitos às patentes nos EUA para a tecnologia empregada pelo Telefon Hírmondó. Mais tarde se soube que a companhia também obteve os direitos para o Canadá e o Reino Unido; no entanto, outro grupo obteve os direitos na Itália e em 1910 estabeleceu o serviço sob o nome de Araldo Telefonico. A formação de uma companhia nos Estados Unidos, funcionando sob a lei do estado de Nova Iorque, denominada "Telephone Newspaper Company of America", foi anunciada em outubro de 1909, com a seguinte direção: Manley M. Gillam (presidente), William H. Alexander (secretário e tesoureiro) e Cornelius Balassa, todos da cidade de Nova Iorque. Em março de 1910, essa companhia principal foi organizada sob a razão "United States Telephone Herald Company", agora operando sob a lei de Delaware.
Uma transmissão de demonstração foi realizada na sede da companhia, localizada na 110 W 34th Street em Nova Iorque, no início de setembro de 1910. O equipamento utilizado era similar ao de Budapeste. Tal como na Hungria, os locutores eram chamados de "estentores" e, em função de a tecnologia das válvulas termiônicas ainda não existir, os métodos de amplificação eram limitados, de modo que, para compensar tal dificuldade, os estentores tinham que falar tão alto quanto possível em microfones duplos de grande porte. A falta de amplificação também implicava o uso de fones de ouvido em vez de alto-falantes pelos usuários. Em 14 de fevereiro de 1911, a Patente E.U.A. 984 235, descrevia "um sistema telefônico... adaptado para atender a inúmeros assinantes... notícias em geral, composições musicais e óperas, sermões, hora certa e outros acontecimentos ao longo do dia e da noite", foi concedida a Árpád Németh e atribuída à companhia.
As afiliadas regionais foram autorizadas a operar com o propósito de criar sistemas locais de jornal telefônico, com a companhia nacional destinada a receber royalties a cada instrumento instalado". Entretanto, a companhia matriz e suas afiliadas mostraram-se financeiramente inviáveis e a United States Telephone Herald Company começou a reduzir suas operações. A autorização de funcionamento em Delaware foi cassada em 28 de janeiro de 1918, pelo não pagamento dos impostos por mais de dois anos.

### Companhias associadas à Telephone Herald
Pelo menos doze companhias associadas à Telephone Herald foram criadas, mas apenas duas delas chegaram à fase operacional de jornal telefônico: o New Jersey Telephone Herald (1911-1912) e a Oregon Telephone Herald (1912-1913).
Além das 12 afiliadas, a publicidade inicial do sistema também declarou que instalações seriam criadas localmente em Chicago, Scranton, Pensilvânia  e em  Montreal, Canadá, mas não se tem evidência de que tais sistemas chegaram a operar em qualquer uma dessas localidades. Um anúncio, datado de 14 de dezembro de 1912 produzido para a Central California Telephone Herald listava companhias afiliadas à Telephone Herald com nomes indicando atividades em Nova Iorque, Chicago, Nova Orleans, Seattle-Tacoma, Columbia (Colúmbia Britânica e Alberta, no Canadá), Los Angeles e Oakland, mas também não há notícias de qualquer uma destas operações.

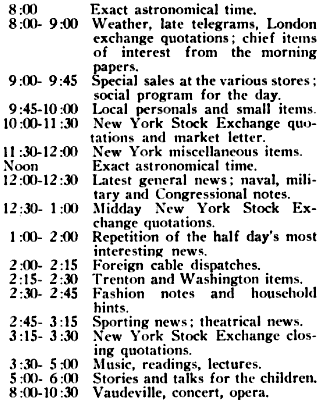
Programação diária da New Jersey Telephone Herald em 1912

## Legado
Houve algumas outras tentativas de oferecer sistemas de difusão de notícias e entretenimento por via telefônica nos Estados Unidos, dentre eles o Tellevent, que conduziu demonstrações e operações em fase experimental em Michigan de 1906 a 1908 a criação da Automatic Electric Company, o Musolaphone, que foi um sistema de curta duração que operou em Chicago em 1913. No entanto, nenhum desses sistemas teve mais sucesso que as empresas do grupo Telephone Herald.
Tanto o sistema húngaro Telefon Hírmondó e o italiano Araldo Telefonico viveram o bastante para ter suas operações atreladas à nascente radiodifusão na década de 1920. O mesmo não ocorreu nos Estados Unidos e as companhias do Telephone Herald estiveram dentre os últimos esforços para transmitir programação através de linhas telefônicas no país. Ainda que o conceito de fornecer informação e entretenimento por áudio fosse atraente para o público americano, a falta de amplificação do sinal e outras limitações técnicas, tais como a necessidade de manter uma infraestrutura telefônica e a necessidade de se utilizar fones de ouvido, acabaram por tornar a tecnologia deficitária e desvantajosa.
Nos 10 a 15 anos após o fechamento das companhias ligadas à Telephone Herald, a radiodifusão foi desenvolvida e começou a se difundir, com a vantagem significativa de que podia dispensar a necessidade de utilização de linhas telefônicas. Além disso, a programação do rádio podia ser oferecida livre de assinaturas aos ouvintes, uma vez que a venda de tempo de difusão aos anunciantes garantiu rentabilidade mais que suficiente para a sustentabilidade das operações dali em diante.